# Anseba
Anseba (Tigrinya: ዞባ ዓንሰባ, ‘Anseba; Arabisch: منطقة عنسبا, Ansabā) is een van de zes regio's van Eritrea. Het heeft een oppervlakte van ongeveer 23.200 km² en heeft 549.000 inwoners (2005). De hoofdstad is Keren.
Maekel · Debub · Gash-Barka · Anseba · Semenawi Keyih Bahri · Debubawi Keyih Bahri